# 勒迪亚芒
勒迪亚芒（法語：Le Diamant，法語發音：[lə djamɑ̃]）是法国海外省马提尼克的一个市镇，属于勒马兰区。

## 地理
勒迪亚芒（14°28'48"N, 61°1'32"W）面积27.34 平方千米，位于法国海外省马提尼克。
与勒迪亚芒接壤的市镇（或旧市镇、城区）包括：莱桑斯达莱、里维耶尔萨莱、圣吕斯、萊特魯瓦西萊。
勒迪亚芒的时区为UTC−04:00（大西洋时区）。

## 行政
勒迪亚芒的邮政编码为97223，INSEE市镇编码为97206。

## 政治
勒迪亚芒的现任市长为于格·图赛（Hugues Toussay）先生，任期为2020-2026年。

## 人口

1962-2008年间勒迪亚芒人口变化图示

勒迪亚芒于2022年1月1日时的人口数量为5924人。